# Viljandi JK Tulevik
El Viljandi JK Tulevik fou un club de futbol estonià de la ciutat de Viljandi.

## Història
El club va ser fundat el 1912, i desfet el 1940. Tornà a néixer el 1992, essent membre fundador de la Meistriliiga. La temporada 1997-98 retornà a primera divisió quan el club Lelle SK es mogué a Viljandi i adoptà el nom del club local. Fou segon a la lliga de 1999 i dos cops finalista de la copa els anys 1999 i 2000.

## Palmarès
- Segona divisió estoniana de futbol: 
  - 2016